# Ninh Bình (provincie)
Ninh Bình este o provincie în Vietnam.

## Județ
- Hoa Lư
- Tam Điệp
- Gia Viễn
- Kim Sơn
- Nho Quan
- Yên Khánh
- Yên Mô

## Personalități născute aici
- Tran Dai Quang (1956 - 2018), politician, președinte al Vietnamului.

1. ↑   (PDF) https://monre.gov.vn/VanBan/Lists/VanBanChiDao/Attachments/3012/b4.2_Signed.pdf Lipsește sau este vid: |title= (ajutor)
2. ↑   https://www.gso.gov.vn/en/px-web/?pxid=E0201&theme=Population%20and%20Employment Lipsește sau este vid: |title= (ajutor)
3. ↑   https://mabuuchinh.vn/ Lipsește sau este vid: |title= (ajutor)
4. ↑   http://postcode.vn/ Lipsește sau este vid: |title= (ajutor)